# Янковская, Елизавета Филипповна
Елизаве́та Фили́пповна Янко́вская (род. 1 мая 1995, Москва) — российская актриса театра и кино.

## Биография

### Ранние годы и семья
Родилась 1 мая 1995 года в Москве. Отец — актёр, режиссёр и продюсер Филипп Янковский. Мать — актриса Оксана Фандера. Брат — актёр Иван Янковский. Дед — актёр и режиссёр Олег Янковский. Бабушка — актриса Людмила Зорина. Дед — актёр Олег Фандера. По линии отца имеет польские и русские корни, по линии матери — украинские, еврейские и цыганские.
После школы поступила в Московскую международную киношколу, которую окончила, несмотря на два отчисления. Затем два года училась в Школе-студии МХАТ на курсе В. А. Рыжакова. Перевелась в ГИТИС на актёрско-режиссёрский курс О. Л. Кудряшова, окончила обучение в 2017 году.

### Карьера
В 2018 году дебютировала в фильме «История одного назначения» Авдотьи Смирновой в роли свояченицы Льва Толстого.
Первая театральная роль — Юлька в спектакле «Человек из рыбы» Юрия Бутусова по пьесе Аси Волошиной на сцене МХТ (2018).

В 2024 сыграла в фильме «Фрау» Любови Мульменко.
Сценарий «Фрау» пришел, когда я была в гостях у подруги, с которой мы очень давно не виделись, но несмотря на это я, извинившись, сразу села его читать. В меня моментально попало, и я расплакалась оттого, как это прекрасно, и от осознания, что это лучший сценарий, который мне доводилось читать, после чего я сразу села его перечитывать.

### Личная жизнь
Долгое время встречалась с актёром Александром Палем.
В мае 2024 года появилась информация о готовящейся свадьбе Янковской с музыкантом Вадимом Королёвым.

## Фильмография
- 2018 — История одного назначения — Татьяна Андреевна Берс, сестра Софьи Толстой
- 2019 — Рио — Полина
- 2020 — Оптимисты. Карибский сезон — Евгения Никитина
- 2021 — Подельники — Настя
- 2021 — Пропавшая — Лена Гарбер
- 2022 — Ника — Ника Турбина
- 2022 — Фрау — Кристина
- 2023 — Балет — Кира Пронина
- 2023 — СЛОН — Лина

## Награды
- 2019 — победитель специальной премии молодым актерам Chopard Talent Award в рамках Московского международного кинофестиваля за роль в фильме «История одного назначения»[8]
- 2022 — кинофестиваль South by Southwest (SXSW) — специальный приз жюри за выдающуюся актёрскую работу («Ника»)[9][10]
- 2023 — лауреат первого фестиваля актуального российского кино «Маяк» в номинации «Лучшая женская роль» за фильм «Фрау»[11]